# Provinces de Madagascar
Une Province, à Madagascar, une collectivité territoriale décentralisée, dotée de la personnalité juridique et d'une liberté d'administration, ainsi qu'une division administrative du territoire et des services déconcentrés de l'État. Les régions sont régies par le Chapitre 3 du Sous-titre II du Titre V de la Constitution de 2010.
Elles sont subdivisées en régions et sont nommées d’après le nom de la ville siège du chef-lieu.

## Liste
| Carte                    | Dénomination     | Chef-lieu    | Régions                                                                               | Code ISO 3166-2 | Code FIPS 10-4 | Population (hab.) | Superficie (km2) | Densité (hab./km²) |
| ------------------------ | ---------------- | ------------ | ------------------------------------------------------------------------------------- | --------------- | -------------- | ----------------- | ---------------- | ------------------ |
| Province d'Antananarivo  | Antananarivo     | Antananarivo | 4(Analamanga , Bongolava, Itasy, Vakinankaratra)                                      | T               | MA05           | 5 932 607         | 58 283           | 101,7              |
| Province d'Antsiranana   | Antsiranana      | Antsiranana  | 2(Diana, Sava)                                                                        | D               | MA01           | 1 465 606         | 43 406           | 33,7               |
| Province de Fianarantsoa | Fianarantsoa     | Fianarantsoa | 6(Amoron'i Mania, Atsimo-Atsinanana, Fitovinany, Haute Matsiatra, Ihorombe, Vatovavy) | F               | MA02           | 4 142 444         | 103 272          | 40,1               |
| Province de Mahajanga    | Mahajanga        | Mahajanga    | 4(Betsiboka, Boeny, Melaky, Sofia)                                                    | M               | MA03           | 2 224 570         | 150 023          | 14,8               |
| Province de Toamasina    | Toamasina        | Toamasina    | 4(Ambatosoa, Alaotra-Mangoro, Analanjirofo, Atsinanana)                               | A               | MA04           | 3 438 275         | 71 911           | 47,8               |
| Province de Toliara      | Toliara          | Toliara      | 4(Androy, Anôsy, Atsimo-Andrefana, Menabe)                                            | U               | MA06           | 2 229 550         | 161 405          | 13,8               |
|                          | Total Madagascar |              |                                                                                       |                 |                | 32 700 000        | 587 040          | 55,7               |